# 4 Armia (Carstwo Bułgarii)
4 Armia (bułg. Четвърта армия) – bułgarski związek operacyjny okresu Trzeciego Carstwa z lat 1912–1944.

## Formowanie i działania

### Wojny bałkańskie
Napięte stosunki międzynarodowe na Bałkanach spowodowały, że car Bułgarii Ferdynand I 30 września 1912 ogłosił powszechną mobilizację. 18 października 1912 siły bułgarskie wkroczyły do wschodniej Tracji, a w dniach 22–23 października, w bitwie spotkaniowej pod Kırklareli zadały tureckiej Armii Wschodniej duże straty, zmuszając ją do odwrotu. W stoczonej kilka dni później, od 28 października do 2 listopada, bitwie pomiędzy Lüleburgaz i Pınarhisar Bułgarzy zadali nową klęskę armii tureckiej. Bułgarskie 1 i 3 Armia nacierały dalej w kierunku na Konstantynopol. W grudniu 1912, w celu zabezpieczenia południowej flanki zgrupowania uderzeniowego, utworzona została 4 Armia pod dowództwem gen. mjr. Stilijana Kowaczewa.
30 maja 1913 został podpisany traktat pokojowy między Imperium Osmańskim a państwami bałkańskimi kończący I wojnę bałkańską. Nie zlikwidował on jednak napięcia na Bałkanach. Wśród niedawnych sojuszników z całą ostrością ujawniły się sprzeczności w kwestii podziału wyzwolonych terytoriów. Nie widząc innego sposobu jego rozwiązania, Bułgaria zdecydowała się zaatakować swoich dotychczasowych aliantów, a dowództwo Armii Polowej przystąpiło do mobilizacji wojsk i ich przerzutu na nowy teatr działań wojennych. Oddziały zajęły stanowiska kordonem wzdłuż linii rozgraniczającej pozycje wojsk greckich, serbskich i bułgarskich od wybrzeża Morza Egejskiego po Dunaj. Najsilniejsza, 4 Armia gen. mjr. Kowaczewa, rozmieszczona została w rejonie: Szopur–Sztip–Koczani. Miała ona, wspólnie z 5 Armią, operować na głównym wysiłku w Macedonii Wardarskiej.

Operacja rozpoczęła się w nocy z 29 na 30 czerwca atakiem wojsk bułgarskich w Macedonii. Z powodu sprzecznych rozkazów i chaosu decyzyjnego działania 4 Armii przyjęły postać nieskoordynowanych akcji. W dziesięciodniowej bitwie nad rzeką Bregalnica, trwającej od 30 czerwca do 9 lipca, Bułgarzy zostali odparci przez Serbów, a następnie zmuszeni do odwrotu.
W kolejnych tygodniach sytuacja stawała się coraz cięższa i 21 lipca car Bułgarii poprosił króla Rumunii o pośrednictwo w sprawie jak najszybszego zawarcia pokoju. 30 lipca w Bukareszcie rozpoczęły się rokowania pokojowe, a dzień później weszło w życie zawieszenie broni.
Po podpisaniu pokoju w Bukareszcie car Ferdynand I ogłosił demobilizację armii. Wykonując rozkaz o demobilizacji, w sierpniu 1913, rozformowano sztab armii.

### I wojna światowa
W okresie I wojny światowej 4 Armia została reaktywowana. Dowodził nią początkowo gen. lejt. Sawa Panajotow Sawow, a potem gen. lejt. Stefan Toszew.

Wiosną 1918 zajmowała ona pozycje obronne na froncie salonickim wzdłuż wybrzeża Morza Egejskiego. W jej skład wchodził sztab dywizji, niepełna 10 Białomorska Dywizja Piechoty, 2 Dywizja Kawalerii i oddziały tzw. Obrony Białomorskiej. Dywizja dysponowała jedynie sześcioma batalionami piechoty, 24 szwadronami kawalerii i 44 działami.

## Struktura organizacyjna
Stan w czerwcu 1913:
- dowództwo armii
- 7 Rilska Dywizja Piechoty
- 8 Tundżanska Dywizja Piechoty
- 2 Tracka Dywizja Piechoty
- 1 BP z 3 Bałkańskiej Dywizji Piechoty
- Macedońskie Pospolite Ruszenie